# CALY
CALY (англ. Calcyon neuron specific vesicular protein) – білок, який кодується однойменним геном, розташованим у людей на короткому плечі 10-ї хромосоми. Довжина поліпептидного ланцюга білка становить 217 амінокислот, а молекулярна маса — 23 434.
| 10         |  | 20         |  | 30         |  | 40         |  | 50         |
| ---------- |  | ---------- |  | ---------- |  | ---------- |  | ---------- |
| MVKLGCSFSG |  | KPGKDPGDQD |  | GAAMDSVPLI |  | SPLDISQLQP |  | PLPDQVVIKT |
| QTEYQLSSPD |  | QQNFPDLEGQ |  | RLNCSHPEEG |  | RRLPTARMIA |  | FAMALLGCVL |
| IMYKAIWYDQ |  | FTCPDGFLLR |  | HKICTPLTLE |  | MYYTEMDPER |  | HRSILAAIGA |
| YPLSRKHGTE |  | TPAAWGDGYR |  | AAKEERKGPT |  | QAGAAAAATE |  | PPGKPSAKAE |
| KEAARKAAGS |  | AAPPPAQ    |  |            |  |            |  |            |

A: Аланін

C: Цистеїн

D: Аспарагінова кислота

E: Глутамінова кислота

F: Фенілаланін

G: Гліцин

H: Гістидин

I: Ізолейцин

K: Лізин

L: Лейцин

M: Метіонін

N: Аспарагін

P: Пролін

Q: Глутамін

R: Аргінін

S: Серин

T: Треонін

V: Валін

W: Триптофан

Задіяний у таких біологічних процесах, як ендоцитоз, альтернативний сплайсинг. 
Локалізований у клітинній мембрані, мембрані, цитоплазматичних везикулах.